# Biological Innovation for Open Society
Biological Innovation for Open Society (in sigla BiOS) è un'iniziativa internazionale per promuovere l'innovazione e la libertà di operare nelle scienze biologiche.

## Attività
Nacque ufficialmente il 10 febbraio 2005 ad opera di Cambia, una organizzazione no profit internazionale che si dedica alla democraticizzazione dell'innovazione.
La sua intenzione è di creare nuove norme e pratiche per creare strumenti per l'innovazione biologica, usando alleanze vincolanti per proteggere e preservare la loro utilità, e nel contempo permettere diversi modelli di business per l'applicazione di questi strumenti.
Come descritto da Richard Anthony Jefferson, amministratore delegato di Cambia, il Deputy CEO of Cambia, Dr Marie Connett ha lavorato intensamente con piccole imprese, uffici universitari di trasferimento della tecnologia, avvocati e imprese multinazionali per creare una piattaforma per condividere tecnologia sostenibile e produttiva. Le parti hanno sviluppato l'accordo BiOS Material Transfer Agreement (BiOS MTA) e la licenza BiOS come strumenti legati per facilitare questi obiettivi.

## Open source biologico
Tradizionalmente il termine open source (codice aperto, fruibile liberamente) descrive un paradigma dello sviluppo dei programmi informatici associato con un insieme di pratiche innovative e collaborative che assicurano un accesso alle risorse del prodotte, tipicamente il codice sorgente dei programmi.
L'iniziativa BiOS estende questo concetto alle scienze biologiche, in particolare alle biotecnologie agricole.
BiOS è fondata sul concetto di condividere gli strumenti scientifici e le piattaforme affinché questa innovazione si concretizzi al livello applicativo.